# 滿濟
滿濟（1378年8月21日—1435年7月8日）是日本南北朝時代至室町時代中期的一位真言宗僧人，被譽為醍醐寺的中興之祖。稱號法身院准后。他曾一度參與室町幕府的重要政治決策，人稱黑衣宰相。

## 生平
滿濟出生在藤原北家，其父親為從一位權大納言今小路師冬，母親為聖護院房官法印源意的女兒白川殿。白川殿曾在足利義滿的正室日野業子處供職，因此與將軍關係親密。
滿濟被足利義滿收為猶子，並且如同義滿其他無權繼任將軍的兒子一樣被送入佛門。在報恩院由隆源剃度，送入三寶院為賢俊的徒弟。後來成為三寶院第25世門跡。1395年至1434年任醍醐寺第74代座主，此後三寶院門跡都兼任醍醐寺座主。其間兼任東寺長者、四天王寺別當等職，1409年任大僧正。1428年被授予准三宮的待遇。
滿濟深受足利義滿、足利義持、足利義教的信任，經常參與室町幕府的內政、外交等決策，人稱「黑衣宰相」。在足利義持死後，群臣決定從義持的弟弟中以抽籤的方式選出新的將軍。滿濟負責抽籤，致使義教被選為將軍。足利義教實行恐怖統治，滿濟多次進行勸阻，義教往往採納他的意見。伏見宮貞成親王在《看聞日記》中稱讚滿濟是「天下的義者」。
著有《滿濟准后日記》（又名《三寶院准后日記》），是研究室町時代歷史的重要史料。原稿現分別藏於醍醐寺與國立國會圖書館，為日本的重要文化財。

## 外部連結
- 滿濟准后日記 （页面存档备份，存于）